# Majovskya
Majovskya là một chi của thực vật có hoa thuộc họ Hoa hồng. Chi này có nguồn gốc từ châu Âu và được tìm thấy ở Áo, Cộng hòa Tiệp Khắc, Pháp, Đức, Ba Lan, Tây Ban Nha và Thụy Sĩ. Majovskya sudetica cũng đã được tìm thấy ở Ukraine vào năm 2020.
Tên chi Majovskya được đặt theo tên của Jozef Májovský (1920–2012), Nó được mô tả và công bố lần đầu tiên vào năm 2017.

## Các loài
Theo Kew:
- Majovskya algoviensis (N.Mey.) Sennikov & Kurtto
- Majovskya ambigua (Michalet ex Decne.) Sennikov & Kurtto
- Majovskya haljamovae (Bernátová & Májovský) Sennikov & Kurtto
- Majovskya sudetica (Tausch) Sennikov & Kurtto
- Majovskya zuzanae (Májovský & Bernátová) Sennikov & Kurtto

Loài điển hình là Majovskya sudetica